# Alpe (Reichshof)
Alpe ist ein Ort von 106 Ortschaften der Gemeinde Reichshof im Oberbergischen Kreis im nordrhein-westfälischen Regierungsbezirk Köln in Deutschland.

## Lage und Beschreibung
Alpe liegt östlich von Dieringhausen, die nächstgelegenen Zentren sind Gummersbach (10 km nordwestlich), Köln (54 km westlich) und Siegen (46 km südöstlich).

## Erstnennung
1361 wurde der Ort das erste Mal urkundlich erwähnt und zwar „Johann von Alpe ist Zeuge in einer Urkunde für die Johanniterniederlassung Marienhagen.“
Originalurkunde Nr. 64 von 1361 aus Schloss Schönstein.
Schreibweise der Erstnennung: Alpe
Alpe hat einen naturbestimmten Namen: „In der Olpe“ = sumpfiger Bach.

## Geschichte
Im Kirchspiel Eckenhagen bestanden bis in den Anfang des 19. Jahrhunderts hinein, wo die rechtlichen Unterschiede zwischen Ritter-, Sattel- und Bauerngut gänzlich beseitigt wurden, 6 Sattelgüter, u. a. Alpe. Dieses umfasste „10 Aggerhöfe“, neben Ober- und Niederalpe noch Hunsheim, Berghausen, Dorn Ohlhagen, Fahrenberg, Seifen, Merkausen, Allinghausen und Allenbach.
In einem Vertrag vom 27. Mai 1257, in dem Zwistigkeiten zwischen Johann von Sponheim und dessen Sohn Gottfried von Sayn auf der einen und ihrem Verwandten Adolf von Berg auf der anderen Seite beigelegt wurden, übertrug Sayn die Gerichtsbarkeit von Eckenhagen an Berg. Somit ging Eckenhagen in die bergische Verwaltung über, der Besitz (Eigentum) der beiden späteren Bürgermeistereien Eckenhagen und Denklingen jedoch erst im Siegburger Vertrag 1604.
In dem Vertrag von 1257 wurde also die Landeshoheit übertragen und es entstand Das Eigen von Eckenhagen, ein vollständig freies Eigentum im Gegensatz zum Lehen. Diese Bezeichnung wählte man insbesondere, wenn der Bereich vollständig durch fremde umliegende Gebiete als geschlossenes Ganzes gekennzeichnet war. Im Eckenhagener Weistum heißt es dazu: „So sitzen wir allhie tüschen vier oder fünf Herren Landen.“
Ausbau und Abrundung der Grafschaft Berg gingen einher mit der Bildung der Verwaltungsbezirke, der Ämter. Das politische Gefüge erhielt festere Formen als 1260 Windeck Vogtei wurde. Um 1350 schließlich entwickelte es sich zum Amt.
Den Unterlagen des Alper Bürger Club ist zu entnehmen, dass sich in Alpe stattliche Steinbauten um einen wehrhaften Bergfried erhoben, wo sonst doch die Ortschaften nur durch niedrige Fachwerkhäuser geprägt waren. Als „ein Schloß und Adelicher seß (Sitz)“ sind beide Plätze („In der Olpe“ und „In der nider Olpe“) bezeichnet.
Im Jahre 1575 kam es durch Zeugenverhöre und Grenzbegehungen zu einer Festlegung der Grenze zwischen Homburg und Berg. Diesem Umstand verdankt die im selben Jahr gefertigte Mercatorkarte vom Amt Windeck, zu dem das „Eigen von Eckenhain“ seit 1257 gehörte, ihre Entstehung.
Am 12. Juni 1604 schließlich wurde der Siegburger Vertrag geschlossen, um die Grenzstreitigkeiten zwischen den Nachbarn zu beenden, am 19. November des Jahres steckte man die Grenzen endgültig ab.
Aus dem Buch Eckenhagen und Denklingen im Wandel der Zeiten, geht hervor, dass um die Mitte des 16. Jahrhunderts in Niederalpe ein Peter von Heydt, genannt Hüngerkausen lebte. Er heiratete 1560 eine nichtadelige Frau, Gertrud aus Ohlhagen. Aus der Ehe gingen 5 Kinder hervor. Er setzte sich kurz vor seinem Tod ein Denkmal, indem er den 10 Aggerhöfen das „Häuschen zum Dorn samt dem Gärtchen hinten daran, legiert zur Ehre Gottes vor ein Kapell und Schulhaus und auch dazu fünfzig Rthlr.“ schenkte. Die Testamentsvollstreckung fand am 9. Oktober 1622 durch den Bruder Johann statt. Näheres siehe auch: Kirche bzw. Schule.
Von allen verpflichteten Gütern und Grundstücken wurde der Schatz oder die zwangsweise zu erhebende Steuer, ursprünglich von der Bede oder freiwillige Steuer unterschieden, erhoben. Von diesen Steuern waren Ober- und Niederalpe befreit.
Der Heilige Born bei Alpe
In dem Dörfchen Alpe erinnerte früher ein großer Dorfteich, dem ein Erdwall vorgelagert war, an eine alte Wasserburg, deren letzte Grundmauerreste noch vor einem Menschenalter sichtbar gewesen sein sollen. Diese Burg war dem Grafen von der Heid zu eigen, der sieben feste Güter besaß. Der Burgherr war von einer wilden Jagdleidenschaft besessen, dem nichts über Wald und Wild ging und der auch sonntags, wenn die Bauern den Gottesdienst in der Kirche in Marienhagen besuchten, dem Waidwerk nachging, das Hifthorn lustig erschallen ließ und Rehe, Hirsche und Wildsauen jagte. Seine Gemahlin musste ihn öfters auf seinen Jagdzügen durch die grünen Auen auf weißem Zelter begleiten.
An einem Sonntagvormittag, als die Marienhagener Glocken eben ausgeläutet hatten, wollte es das Geschick, dass der gräfliche Jäger, anstatt eines Rehbocks seine Gattin mitten in die Brust traf. Die Unglückliche sank mit einem Aufschrei vom Pferde auf den Waldboden und das rote Blut sickerte durch ihr Kleid in das grüne Moos.
Da raufte sich der verzweifelte Schütze die Haare, kniete neben seiner totblassen Gemahlin nieder und rief Gott und alle Heiligen um Hilfe an.
Mit einem Male klopfte ihm von hinten jemand auf die Schulter. Als sich der Graf verwundert umblickte, gewahrte er einen alten Zwerg, der ihn eindringlich, aber mit gütigen Augen anschaute und sprach: „Wenn du heilig versprichst, von heute an nicht mehr am stillen Sonntag zu jagen, will ich dir einen Born zeigen, der wundertätiges Wasser spendet. Wasche damit die Wunde und lass deine Gemahlin davon trinken, so wird sie gesund werden.“
Ernst und feierlich tat der Graf das Gelübde und der Zwerg führte ihn zu einer nahen Quelle, die im Gebüsch einer Delle entsprang. Sein Jagdhorn füllte er schnell mit dem kostbaren Nass, gab seiner Frau davon zu trinken und wusch behutsam die Wunde aus, die sofort zu bluten aufhörte. Von der Kirche heimkehrende Bauern trugen die Gräfin in die Alper Burg zurück und sie ward bald wieder gesund. Der Graf hat sein Versprechen gehalten und die Sonntage nicht mehr entweiht.
Der Quell hieß von der Zeit an der „Heilige Born“. Er ist in der Feldmark zwischen Alpe und Merkhausen zu finden, hat auch heute noch seinen Namen und soll bei Augenleiden seine Heilkraft beweisen.
| Bevölkerungsentwicklung | Bevölkerungsentwicklung |
| Jahr                    | Einwohner               |
| ----------------------- | ----------------------- |
| 1946                    | 191                     |
| 1991                    | 247                     |
| 2005                    | 245                     |
| 2008                    | 254                     |
| 2018                    | 250                     |
| 2019                    | 245                     |

## Bergbau
Auch bei den Ortschaften Alpe, Fahrenberg und Pochwerk ist schon früh Bergbau betrieben worden. So werden am 18. Februar 1762 der Schichtmeister Klein und Konsorten mit dem Bleibergwerk „bei der Ober-Alpe“ belehnt, das 1765 noch in Betrieb war.

## Freizeit

### Vereinswesen
Alper Ballspiel Club
Im Jahre 1920 wurde in Hunsheim ein Fußballverein gegründet. Maßgeblich beteiligt war der Lehrer Bernhausen und die Brüder Hermann, Rudolf und Gustav Reinhard. (Aus Alpe) Der Schulhof diente als Spielfeld. Doch der Verein ging ein. 1923 kam es zur Gründung des Alper Ballspiel Clubs. Der hatte zeitweise eine der besten oberbergischen Fußballmannschaften, auch weil man verstand, auswärtige Spieler für den Fußball hier oben auf dem Berg zu begeistern. Gespielt wurde auf dem in Eigeninitiative errichteten Sportplatz in Berghausen. Durch die Einführung der allgem. Wehrpflicht im Jahre 1934 wurden so viele Spieler abgezogen, dass die 1. Mannschaft nicht mehr weiter bestehen konnte und sich der Verein auflöste.
Vorsitzender war damals Ewald Dresbach aus Dorn und Hauptbetreuer der Landjäger Sarstedt.
Die 1. Mannschaft des ABC wurde in der Spielzeit 1930/31 Fußballmeister der 1. Gauklasse des Gaues Oberberg mit 30 Punkten und 60:27 Toren.
Alper Bürger Club.
Im Mai des Jahres 1990 entstand aus dem Maiverein 1975 e. V. der ALPER BÜRGER CLUB e. V. Die Aufgaben des Vereins sollten gemeinsam mit den Bürgern gefunden, erörtert und festgelegt werden. Dazu wurde am 9. Juli 1990 in die Vereinsgaststätte „Im Höffchen“ eingeladen. Es sollte ein neuer Name für den Dorfverein gefunden werden. Schließlich kam der Wirtin Renate Schulzki die Idee, den Verein ABC zu nennen.
Der Name ABC hat in Alpe und Umgebung eine lange Tradition. In den 20er und 30er Jahren war es der Alper Ballspiel Club, der für viel Wirbel in Oberberg sorgte.
Die Vereinsfarben Grün und Weiß sowie das Emblem (ein dreiblättriges Kleeblatt) wurden übernommen.

### Besonderheiten
Schuld und Bede.
Schuld und Bede zahlten 1753 in der Acher (Agger) Honschaft (etwa die Gemarkung Agger vor 1975): Hunsheim, Ohlhagen, Seifen, Merkausen, Schönenbach, Oberagger, Mittelagger, Breidenbach, Zimmerseifen, Ersbach und Baldenberg.
Alpe (Ober- und Niederalpe), Berghausen und Sotterbach waren von diesen Abgaben bzw. Steuern befreit.
Jedes Jahr wird im August ein Erntefest gefeiert, mit einem Erntepaar, und Erntekinderpaar.

## Persönlichkeiten
- Sigismund Andreas Ernst Roetzel (1728–1807), Orgelbauer
- Christian Roetzel (1776–1867), Orgelbauer